# RS-82 (ロケット弾)

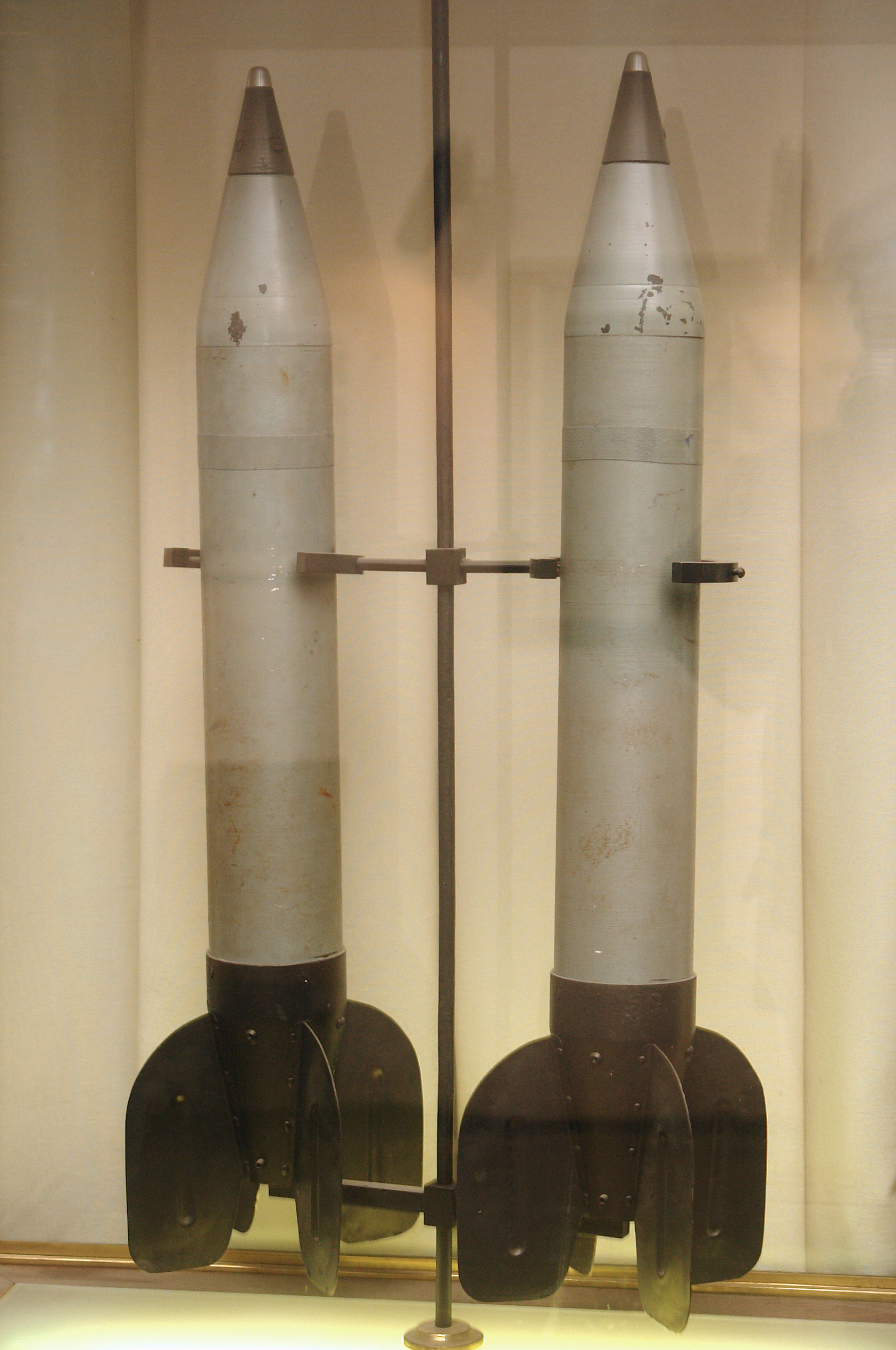
RS-82 ロケット

RS-82（ロシア語：РС-82, Реактивный Снаряд）は、第二次世界大戦中にソ連で使用された空対空および空対地無誘導ロケット弾である。
なお、この項目では RS-82 と同時に開発された RS-132 についても述べる。

## 開発
RS-82 と RS-132 の設計は、1930年代初期にゲオルギー・ランゲマクが率いるチームによって開始された。ロケット弾の直径としては82mmと132mmが選ばれたが、これは当時の標準的な直径24mmの無煙火薬の炸薬を7つ束ねると丁度直径82mmになったためである。最初の試射は1929年11月に行われ、1937年には航空機用の RO-82 レール型発射機が設計された。

## 運用
RS が初めて使用されたのは、ノモンハン事変の最中の1939年8月20日だった。5機の I-16 戦闘機が日本軍の戦闘機に対して RS-82 を発射し2機を撃墜したのである。これは史上初の軍事行動における航空機からのロケット弾の発射だった。さらに、ソ連とフィンランドとの間に起きた冬戦争では、RS-132 を装備する SB 爆撃機6機が投入されている。RS-82 と RS-132 は1940年にソ連軍の制式装備になった。
他の無誘導ロケット弾と同様に、RS-82 と RS-132 は命中精度の低さに悩まされた。初期の RS-82 の試射では、射距離500mで標的の戦車に命中したのが186発中2発、戦車の隊列を標的とした場合でも命中率は3.7%に過ぎなかった。RS-132 の精度はそれ以上に悪く、あるテストでは134発を発射して命中弾なしという結果に終わっている。実戦ではより遠距離で発射される事が多いため命中率はさらに低下した。装甲目標を破壊するにはロケット弾の直撃が必要で、至近弾では有効なダメージを与えられないという事実は、命中精度の問題をより深刻なものとしていた。一方で、巨大な地上目標に対して一斉発射する場合は良好な結果が得られた。
第二次世界大戦中のほとんどのソ連の軍用機は、RS-82 や RS-132 を装備可能だった。発射機には戦場で応急的に作られたものが使われる事もあった。イリューシン Il-2 の中には24発のロケット弾を装備できるように前線で改造されたものもあったが、空気抵抗と重量が過大となったため実用的とは言い難かった。
RSの派生型として M-8 と M-13 がある。これらはロケット発射機カチューシャ に装着され地対地攻撃に使用された。

## 型式
- RS-82 / RS-132 - 榴弾頭を使用。
- RBS-82 / RBS-132 - 徹甲弾頭を使用。
- ROFS-132 - 破片効果弾頭を使用。
- M-8 - RS-82 を元に弾頭とロケットモーター大型化（炸薬0.64kg）し、BM-8 カチューシャで地上からの発射に使用された。
- M-13 - M-8 と同様に RS-132 を大型化（炸薬4.9kg）し、BM-13 カチューシャで使用された。また、Il-2 にも装備できた。

## 諸元

### RS-82
- 本体直径： 82 mm (3.2 in)
- 翼幅： 200 mm (8 in)
- 長さ： 600 mm (24 in)
- 重量： 6.8 kg (15 lb)
- 炸薬量： 0.36 kg (0.8 lb)
- 破片半径： 7 m (23 ft)
- 最高速度： 340 m/s (1,115 ft/s)
- 射程： 6.2 km (3.9 mi)
- 散布角： 16ミル

### RS-132
- 本体直径： 132 mm (5.2 in)
- 翼幅： 300 mm (11 in)
- 長さ： 845 mm (33 in)
- 重量： 23.0 kg (50 lb)
- 炸薬量： 0.9 kg (2 lb)
- 破片半径： 10 m (33 ft)
- 最高速度： 350 m/s (1,150 ft/s)
- 射程： 7.1 km (4.4 mi)
- 散布角： 16ミル